# デニー・ランツァート
デニー・ランツァート（Denny Landzaat、1976年5月6日 - ）は、オランダ・アムステルダム出身の元同国代表サッカー選手。現役時代のポジションはMF（センターハーフ）。父親がモルッカ諸島出身であり、インドネシア系オランダ人である。

## 経歴
アヤックス・アムステルダムの下部組織で育つ。トップチームにおいてはリーグ戦で1試合の出場に留まりMVVマーストリヒトに移籍。同チームではリーグ戦100試合以上に出場した。1999年に移籍したヴィレムIIでもコンスタントにプレーし、その後移籍したAZアルクマールでは2005-06シーズンにキャプテンを務め、チームはリーグ2位の好成績を残した。2006年7月18日、当時プレミアリーグに所属していたウィガン・アスレティックFCに移籍。レディングFC戦でリーグ初得点を記録した。2008年1月25日、150万ユーロ（約2億3000万円）の3年半契約でフェイエノールトに移籍した。

## 所属クラブ
- アヤックス・アムステルダム 1995-1996
- MVVマーストリヒト 1996-1999
- ヴィレムII 1999-2003
- AZアルクマール 2003-2006
- ウィガン・アスレティックFC 2006-2008
- フェイエノールト 2008-2010
- FCトゥウェンテ 2010-2013
- ヴィレムII 2014

## 代表歴

### 出場大会
- オランダ代表
  - 2006 FIFAワールドカップ

### 試合数
- 国際Aマッチ 38試合 1得点（2001年-2008年）[5]

| オランダ代表 | 国際Aマッチ | 国際Aマッチ |
| 年           | 出場        | 得点        |
| ------------ | ----------- | ----------- |
| 2001         | 4           | 0           |
| 2002         | 2           | 0           |
| 2003         | 0           | 0           |
| 2004         | 4           | 1           |
| 2005         | 10          | 0           |
| 2006         | 12          | 0           |
| 2007         | 4           | 0           |
| 2008         | 2           | 0           |
| 通算         | 38          | 1           |

## タイトル

### クラブ
アヤックス
- エールディヴィジ 1995-96

MVV
- エールステ・ディヴィジ 1996-97

フェイエノールト
- KNVBカップ 2007-08

トゥウェンテ
- ヨハン・クライフ・スハール 2010
- KNVBカップ 2010-11